# NBA 1996./97.
NBA 1996./97. je bila 51. po redu sezona sjevernoameričke profesionalne košarkaške lige.
U finalnoj seriji doigravanja prvaci Istočne konferencije Chicago Bullsi su omjerom 4:2 pobijedili prvake Zapadne konferencije Utah Jazz i time obranili naslov prvaka, osvojivši svoj ukupno peti naslov.

## Poredak po divizijama na kraju regularnog dijela sezone
| Atlantic (Istok)       | Atlantic (Istok) | Atlantic (Istok) | Central (Istok)       | Central (Istok) | Central (Istok) | Midwest (Zapad)            | Midwest (Zapad) | Midwest (Zapad) | Pacific (Zapad)            | Pacific (Zapad) | Pacific (Zapad) |
| ---------------------- | ---------------- | ---------------- | --------------------- | --------------- | --------------- | -------------------------- | --------------- | --------------- | -------------------------- | --------------- | --------------- |
| Momčad                 | Pob              | Por              | Momčad                | Pob             | Por             | Momčad                     | Pob             | Por             | Momčad                     | Pob             | Por             |
| Miami Heat (d)         | 61               | 21               | Chicago Bulls (d)     | 69              | 13              | Utah Jazz (d)              | 64              | 18              | Seattle SuperSonics (d)    | 57              | 25              |
| New York Knicks (d)    | 57               | 25               | Atlanta Hawks (d)     | 56              | 26              | Houston Rockets (d)        | 57              | 25              | Los Angeles Lakers (d)     | 56              | 26              |
| Orlando Magic (d)      | 45               | 37               | Detroit Pistons (d)   | 54              | 28              | Minnesota Timberwolves (d) | 40              | 42              | Portland Trail Blazers (d) | 49              | 33              |
| Washington Bullets (d) | 44               | 38               | Charlotte Hornets (d) | 54              | 28              | Dallas Mavericks           | 24              | 58              | Phoenix Suns (d)           | 40              | 42              |
| New Jersey Nets        | 26               | 56               | Cleveland Cavaliers   | 42              | 40              | Denver Nuggets             | 21              | 61              | Los Angeles Clippers (d)   | 36              | 46              |
| Philadelphia 76ers     | 22               | 60               | Indiana Pacers        | 39              | 43              | San Antonio Spurs          | 20              | 62              | Sacramento Kings           | 34              | 48              |
| Boston Celtics         | 15               | 67               | Milwaukee Bucks       | 33              | 49              | Vancouver Grizzlies        | 14              | 68              | Golden State Warriors      | 30              | 52              |
| *                      | *                | *                | Toronto Raptors       | 30              | 52              | *                          | *               | *               | *                          | *               | *               |

Napomena: (d) - ušli u doigravanje, Pob - pobjede, Por - porazi

## Doigravanje
| Istočna konferencija         | Omjer      |            |
| Prva runda                   | Prva runda | Prva runda |
| ---------------------------- | ---------- | ---------- |
| Chicago (1) - Washington (8) | 3:0        |            |
| Atlanta (4) - Detroit (5)    | 3:2        |            |
| New York (3) - Charlotte (6) | 3:0        |            |
| Miami (2) - Orlando (7)      | 3:2        |            |
| Konferencijska polufinala    |            |            |
| Chicago (1) - Atlanta (4)    | 4:1        |            |
| Miami (2) - New York (3)     | 4:3        |            |
| Konferencijsko finale        |            |            |
| Chicago (1) - Miami (2)      | 4:1        |            |

| Zapadna konferencija           | Omjer      |            |
| Prva runda                     | Prva runda | Prva runda |
| ------------------------------ | ---------- | ---------- |
| Utah (1) - L.A. Clippers (8)   | 3:0        |            |
| L.A. Lakers (4) - Portland (5) | 3:1        |            |
| Houston (3) - Minnesota (6)    | 3:0        |            |
| Seattle (2) - Phoenix (7)      | 3:2        |            |
| Konferencijska polufinala      |            |            |
| Utah (1) - L.A. Lakers (4)     | 4:1        |            |
| Seattle (2) - Houston (3)      | 3:4        |            |
| Konferencijsko finale          |            |            |
| Utah (1) - Houston (3)         | 4:2        |            |

Napomena: u zagradi je plasman unutar konferencije

## Finalna serija
| Utakmica               | Omjer |
| ---------------------- | ----- |
| Chicago (I) - Utah (Z) | 4:2   |

Napomena: (I) - pobjednik Istočne konferencije, (Z) - pobjednik Zapadne konferencije

## Nagrade za sezonu 1996./97.
| Nagrada            | Osvajač       | Momčad             |
| ------------------ | ------------- | ------------------ |
| Najkorisniji igrač | Karl Malone   | Utah Jazz          |
| Novajlija godine   | Allen Iverson | Philadelphia 76ers |
| Trener godine      | Pat Riley     | Miami Heat         |